# C. 그레그 싱어
찰스 그레그 싱어(Charles Gregg Singer , 1910년 - 1999년 3월 22일)는 미국의 역사학자이며 신학자였다. 그는 필라델피아에서 태어나서 하버포드 칼리지에서 공부하였고, 펜실베니아 대학교를 졸업하였다. 싱어는 휘튼 칼리지, 살렘 칼리지, 펜실베니아 대학교, 벨해븐 칼리지, 카타바 칼리지, 프르만 대학교, 그리고 그린빌 장로교 신학교에서 교수를 하였다. 성품이 따뜻하고 매우 친절한 학자였다.
싱어는 미국 장로교회(Presbyterian Church in America) 설립에 관여했으며, 미국 남장로교회(Presbyterian Church in the United States)에서 마지막으로 평신도 그룹의 장로 회장을 하였다. 싱어는 PCUS를 1975년 떠나서 개혁장로교회에 들어갔다 후에 1987년 PCA에 가입하였다.
그의 대표작은 1964년에 출판된 "미국 역사에 대한 신학적 해석"(A Theological Interpretation of American History)이었다. 이 책에서 그는 기독교 계시에 비추어서 미국 역사는 적절한 관점을 가질수 있다고 주장하였다.